# Alan Keyes
Alan Keyes (ur. 7 sierpnia 1950 w Nowym Jorku) – amerykański aktywista katolicki, dyplomata i polityk, były członek Partii Republikańskiej, od 2008 roku bezpartyjny. Z wykształcenia filozof. Za prezydentury Reagana był asystentem sekretarza stanu ds. organizacji międzynarodowych. W 1996, 2000 i 2008 ubiegał się bez skutku o prezydencką nominację Republikanów.